# NGC 2947
NGC 2947 (również IC 547, IC 2494 lub PGC 27309) – galaktyka spiralna z poprzeczką (SBbc), znajdująca się w gwiazdozbiorze Hydry. Odkrył ją 6 maja 1886 roku Francis Leavenworth.